# Keith Sutton (évêque)
Keith Norman Sutton, né le 23 juin 1934 et mort le 24 mars 2017, est un ecclésiastique anglican britannique. Il est évêque de Lichfield de 1984 à 2003,.

## Jeunesse et éducation
Sutton grandit à Balham, Londres. Il fréquente la Battersea Grammar School et remporte une bourse à Cambridge pour étudier l'anglais, mais se tourne vers la théologie. Il est diplômé du Jesus College de Cambridge en 1959. Il est un coureur passionné (champion national universitaire de sprint) et obtient un Cambridge Blue au tennis. Avant de fréquenter l'Université de Cambridge, il fait son service militaire dans l'armée britannique, dans la sixième division blindée et passe du temps principalement en Allemagne.

## Ministère
Sutton est ordonné à la cathédrale d'Exeter et est vicaire à Plymouth. En juillet 1985, il est envoyé par l'archevêque de Cantorbéry en tant qu'envoyé spécial pour soutenir l'archevêque Desmond Tutu qui faisait face à des menaces d'action de la part du gouvernement sud-africain ,. Il est évêque de Kingston de 1978 à 1984, après avoir été directeur de Ridley Hall de 1973 à 1978. Avant son passage à Ridley Hall, il enseigne au Bishop Tucker Theological College à Mukono, en Ouganda, de 1968 à 1973 (qui fait maintenant partie de l'Université chrétienne d'Ouganda). Il est aumônier du St John's College de Cambridge de 1962 à 1967. En 1989, il devient membre du Comité permanent du Synode général et président du Queens College de Birmingham et gouverneur du St John's College de Durham. Il écrit un livre de Carême, Le Peuple de Dieu (1983).
Sutton se retire en Cornouailles et sert comme évêque adjoint honoraire dans les diocèses de Truro et d'Exeter.

## Mariage et famille
Sutton est marié à Jean Geldard, décédée en septembre 2000. Ils ont trois fils (Mark, Paul et Andrew) et une fille (Jacqui).